# Ben Klock
Ben Klock (* 1972 in Berlin-Schöneberg) ist ein deutscher Techno-Produzent und DJ.

## Leben
Der ehemalige Grafik-Designer veröffentlichte ab 1998 auf Labels wie WMF Records oder BPitch Control. Seit Beginn 2004 gehört er zu den Resident DJs des Technoclubs Berghain. Hier veröffentlicht er auf dem angeschlossenen Label Ostgut Ton.
Klock hatte unter anderem Auftritte auf dem Awakenings (Festival) und im fabric (Club)
Im Jahr 2006 gründete Ben Klock sein eigenes Label Klockworks. 2017 startete er die Eventreihe Photon, zu welcher er ausgewählte DJ-Kollegen einlädt.

## Diskografie (Alben)
- 2009: One (Ostgut Ton)
- 2010: Berghain 04 (Ostgut Ton/Mix-Compilation)